# Fratelli Majocchi
Fratelli Majocchi S.A. war ein italienischer Hersteller von Automobilen.

## Unternehmensgeschichte
Die Brüder Majocchi gründeten 1898 in Mailand das Unternehmen und handelten mit ausländischen Produkten. 1900 begann die Produktion von Automobilen. 1906 wurde das Unternehmen in eine S.p.A. umgewandelt und im gleichen Jahr aufgelöst.

## Fahrzeuge
Das einzige Modell Aquina war ein Dreirad, bei dem sich das einzelne Rad vorne befand. Für den Antrieb sorgte ein Einzylindermotor mit 1,5 PS, der oberhalb des Vorderrades montiert war.